# Gorges (Loara Atlantycka)
Gorges – miejscowość i gmina we Francji, w regionie Kraj Loary, w departamencie Loara Atlantycka.
Według danych na rok 2010 gminę zamieszkiwało 4189 osób, a gęstość zaludnienia wynosiła 265 osób/km².